# Total System Services
Total System Services (TSYS) est une entreprise américaine de services financiers spécialisée notamment dans les cartes de crédit.

## Histoire
Elle est issue d'une scission de Synovus effectuée en 2007. 
En février 2013, Total System Services annonce l'acquisition de NetSpend, spécialisée dans les cartes bancaires prépayées, pour 1,4 milliard de dollars.
En février 2016, Total System Services annonce l'acquisition de TransFirst pour 2,35 milliards de dollars.
En décembre 2017, Total System Services annonce l'acquisition pour 1,05 milliard de dollars de Cayan.
En mai 2019, Global Payments annonce l'acquisition de Total System Services pour 21,5 milliards de dollars.